# Ром, Матия
Матия Ром (словен. Matija Rom; род. 1 ноября 1998, Любляна) — словенский футболист, защитник казахстанского клуба «Женис».

## Клубная карьера

### Начало карьеры. «Домжале»
Родился 1 ноября 1998 года в столице Словении, Любляне. С лета 2008 года занимался в детской академии клуба Первой лиги Словении «Домжале». В сезоне 2012/13 годов переведенный в команду U-15 выступал преимущественно в нападении, отличился девятью голами в 28 матчах чемпионата, впоследствии его все чаще стали использовать в обороне. В сезоне 2013/14 годов выступал в 1-й словенской кадетской лиге, сыграл 25 матчей, но не отличился ни одним голом. В следующем сезоне снова играл в вышеуказанном турнире, сыграл 26 матчей и не отличился ни одним голом. В сезоне 2015/16 впервые сыграл в Молодежной Первой лиге Словении. Будучи основным футболистом защиты, сыграл 29 матчей и отличился одним голом. В сезоне 2015/16, как и в следующем сезоне, Ром оказался в списке игроков своей команды, игравших в Юношеской лиге УЕФА.
В сезоне 2016/17 году молодой защитник продолжал регулярно выступать в молодежном чемпионате, сыграл 21 матч и отличился четырьмя голами. Также тренировался с профессиональной командой, за которую в том сезоне сыграл три матча в чемпионате. Дебютировал в профессиональном футболе 10 декабря 2016 в победном (3:2) домашнем поединке против будущего чемпиона «Марибора», главный тренер Симон Рожман позволил Матие отыграть полные 90 минут. Начиная со следующего раунда и на протяжении всей весенней части чемпионата просидел на скамье запасных и вернулся в мужскую команду только незадолго до конца сезона. Клуб закончил чемпионат в сезоне 2016/17 на четвертом месте в таблице, а это означало, что команда обеспечила себе место в первом квалификационном раунде Лиги Европы УЕФА 2017/18. В Кубке Словении 2016/17 года «Домжале» вышел в финал, где со счетом 1:0 благодаря голу Габера Добровольца одержал победу. Матия Ром не участвовал ни в одной игре, а финальный поединок просидел на скамейке запасных.
Борьба за место в основном составе
В сезоне 2017/18 годов Ром уже все чаще использовался в профессиональной команде тренером Симоном Рожманом. В квалификации Лиги Европы прошел с командой в плей-офф и на этом пути победил команды «Флора», «Валюр» и «Фрайбург». После ничьей (1:1) в первом матче раунда плей-офф; во втором же матче со счетом 0:3 уступил «Олимпику (Марсель)» и выбыл из турнира. Также команда неожиданно прекратила выступления в Кубке Словении 2017/18. Уже в первом же матче, 1/8 финала против только что вышедшей из третьего дивизиона «Муры» представитель первого дивизиона проиграл со счетом 1:3. Преимущественно в начале сезона Рожман регулярно использовал правого защитника как игрока основы. Затем с конца августа снова стал основным игроком и к завершению сезона успел сыграть еще три матча в чемпионате. После этого до апреля 2018 всегда находился на скамье запасных профессиональной команды, но на поле не появлялся. После этого снова начал получать игровое время — иногда проводил на поле весь матч, но в большинстве своем выходил из ряда запасных. К концу сезона, в котором помог «Домжале» занять третье место, Ром сыграл 14 матчей в чемпионате, отличился одним голом и сделал две результативные передачи.
Следующий сезон 2018/19 начался для правого защитника, как и закончился предыдущий. Он пропустил квалификацию Лиги Европы 2018/19 своей команды, выбывшей во втором квалификационном раунде после четырех подряд ничьих, а также играл после этого изредка. К концу ноября 2018 года провел лишь шесть матчей в лиге, но с 1 декабря 2018 стал основным защитником родного клуба, когда сделал голевую передачу в проигранном (1:2) поединке против доминирующего «Марибора». После этого 20-летний защитник использовался во всех матчах чемпионата до завершения сезона и сыграл рекордные для 25 матчей в высшем дивизионе и отличился тремя голевыми передачами. С командой еще раз занял третье место в итоговой таблице и, таким образом, снова обеспечил место команде в еврокубках. В Кубке Словении 2018/19 Матия сыграл в двух поединках, а «Домжале» уступил в четвертьфинале «Марибору».

### Вояж в Хорватию
В сезоне 2019/20 годов Ром все чаще оставался на скамейке запасных и редко использовался до зимнего перерыва. В кубке Словении 2019/20, в котором провел два матча, он и его команда выбыли в четвертьфинале от «Муры». После того, как в этом сезоне провел всего шесть поединков в чемпионате, в начале января 2020 было объявлено о его переходе в хорватский клуб Первого дивизиона «Интер (Запрешич)». Подписал контракт с командой из города Запрешич, близ словенской границы, до июня 2021. К тому времени у него был не менее длительный контракт со словенцами; также стороны договорились не разглашать плату за переход. В начале весны использовался Желько Петровичем на позиции правого защитника в течение всех 90 минут в победном (2:0) домашнем поединке против «Истры 1961». Даже после этого — за исключением одной игры — выступал на позиции опорного полузащитника и использовался в шести матчах чемпионата, в которых отметился одной передачей, пока турнир не прервали из-за пандемии COVID-19 в Хорватии.

### «Колос (Ковалёвка)»
1 декабря 2020 подписал контракт с «Колосом». Дебютировал в футболке ковалевского клуба 2 декабря 2020 в победном (4:0) выездном поединке третьего квалификационного раунда кубка Украины против винницкой «Нивы». Матия вышел на поле в стартовом составе и отыграл весь матч. В Премьер-лиге Украины дебютировал 12 декабря 2020 в ничейном (2:2) выездном поединке 13-го тура против киевского «Динамо». Ром вышел на поле и отыграл весь матч.

## Карьера в сборной
Первый опыт в юношеской сборной Словении Матия получил в мае 2013, когда сыграл в международном товарищеском матче против сверстников из США. В сентябре того же года защитник использовался в двух международных матчах юношеской сборной Словении (до 16) против сверстников из Македонии.
После первых матчей за сборную Словении (до 17) в начале апреля 2014 года, он принял участие в Турнире Градышки, юношеском футбольном турнире в городке Градышко, в конце апреля и начале мая 2014 против Боснии и Герцеговины. В июне 2014 года также сыграл три международных матча на Турнире развития молодежи, организованном УЕФА. В сентябре 2014 сыграл три матча квалификации юношеского чемпионата Европы до 17 лет 2015 года. Матия помог команде выйти в элитный раунд квалификации, где в марте 2015 года также провел три поединка.
В конце концов словенцы смогли пройти в финальный турнир в Болгарии; защитник также принял участие в турнире. Однако Словенская футбольная ассоциация относит эти поединки в юношескую сборную Словении (до 18). В период с 2015 по 2016 год за указанную команду провел 16 поединков; кроме трех игр на чемпионате Европы это были исключительно товарищеские игры. 4 января 2016 Матия дебютировал в юношеской сборной Словении (до 19), за которую до октября 2016 сыграл в шести международных матчах. Последние два из вышеуказанных матчей пришлись на квалификацию чемпионата Европы U-19 2017 года, в финальную часть которой словенцы не пробились. Остальные же матчи имели товарищеский статус.
В молодежной сборной Словении дебютировал 1 сентября 2017 года в поединке квалификации молодежного чемпионата Европы 2019 против Люксембурга, в котором главный тренер Примож Глиха доверил Матии провести на поле все 90 минут.
После этого прошло более полутора лет, прежде чем Ром вернулся к словенской молодежке. В марте 2019 года он сыграл товарищеский матч против молодежной сборной Грузии, а в июне 2019 года — еще один товарищеский матч против молодежной сборной Швейцарии. С сентября по ноябрь 2019 также использовался в четырех последующих международных матчах молодежной сборной Словении против Франции, Англии, Венгрии и Португалии.